# Girl at Her Volcano
| Recensione                        | Giudizio |
| --------------------------------- | -------- |
| AllMusic                          | [ 1 ]    |
| The New Rolling Stone Album Guide | [ 2 ]    |

Girl at Her Volcano è il terzo album discografico (uscito in formato EP) della cantautrice statunitense Rickie Lee Jones, pubblicato dalla casa discografica Warner Bros. Records nel giugno del 1983.

## Tracce
Lato A
1. Lush Life – 5:26 (Billy Strayhorn) – Registrato dal vivo il 17 aprile 1982 al Perkins Palace di Pasadena, California
2. Letters from the 9th Ward* / Walk Away Rene** – 4:27 (Rickie Lee Jones* / Bob Calilli, Mike Brown, Tony Sansone**) – Registrato il 1º marzo 1983
3. Hey, Bub – 2:17 (Rickie Lee Jones) – Registrato il 20 gennaio 1983
4. My Funny Valentine – 1:29 (Lorenz Hart, Richard Rodgers) – Registrato dal vivo il 18 aprile 1982 al The Roxy di Los Angeles, California

Lato B
1. Under the Boardwalk – 3:20 (Artie Resnick, Kenny Young) – Registrato l'8 marzo 1983
2. Rainbow Sleeves – 3:40 (Tom Waits) – Registrato il 4 dicembre 1978
3. So Long – 2:04 (Neil Larsen, Lani Hall)

Edizione CD del 1990, pubblicato dalla Warner Bros. Records (WPCP-3710)
1. Lush Life (Live) – 5:28 (Billy Strayhorn)
2. Letters from the 9th Ward* / Walk Away Rene** – 4:28 (Rickie Lee Jones* / Bob Calilli, Mike Brown, Tony Sansone**)
3. Hey, Bub – 2:20 (Rickie Lee Jones)
4. My Funny Valentine (Live) – 3:50 (Lorenz Hart, Richard Rodgers)
5. Under the Boardwalk – 3:22 (Artie Resnick, Kenny Young)
6. Rainbow Sleeves – 3:41 (Tom Waits)
7. So Long – 2:06 (Neil Larsen, Lani Hall)
8. Something Cool (Live) – 5:36 (Bill Barnes) – Bonus Track - Registrato dal vivo il 3 settembre 1979 al Theater Carré di Amsterdam, Olanda

## Musicisti
Lush Life (Live)
- Rickie Lee Jones - voce, pianoforte
- Michael Ruff - pianoforte elettrico (fender rhodes)
- Reggie McBride - basso
- Tony Braunagel - batteria

Letters from the 9th Ward / Walk Away Rene
- Rickie Lee Jones - voce, pianoforte, sintetizzatore
- Michael Boddicker - sintetizzatore
- Michael Ruff - sintetizzatore
- Reggie McBride - basso
- Michael Fisher - percussioni

Hey, Bub
- Rickie Lee Jones - voce, pianoforte, sintetizzatore
- Michael Boddicker - sintetizzatore

My Funny Valentine (Live)
- Rickie Lee Jones - voce
- Michael Ruff - pianoforte

Under the Boardwalk
- Rickie Lee Jones - accompagnamento vocale, voce, pianoforte
- Victor Feldman - percussioni, marimba
- Lenny Castro - congas, triple scale
- Leslie Smith - accompagnamento vocale, voce
- Michael Ruff - accompagnamento vocale, voce
- Arno Lucas - accompagnamento vocale, voce
- Sal Bernardi - accompagnamento vocale, voce

Rainbow Sleeves
- Rickie Lee Jones - voce
- Randy Kerber - pianoforte
- Johnny Mandell - arrangiamento strumenti ad arco

So Long
- Rickie Lee Jones - voce
- Neil Larsen - pianoforte elettrico (fender rhodes)
- Mike Ruff - voce
- Earl Dannar - oboe

Something Cool (Live)
- Rickie Lee Jones - voce
- Neil Larsen - tastiere
- Lyle Mays - tastiere
- Lenny Castro - percussioni

Sezione ritmica di studio:
- Rickie Lee Jones - pianoforte
- Michael Ruff - pianoforte elettrico (fender rhodes)
- Dean Parks - chitarra
- Nathan East - basso
- Reggie McBride - basso (solo nel brano: Walk Away Rene)
- Art Rodriguez - batteria

Strumenti a fiato:
- Chuck Findley - tromba
- Larry Williams - sassofono
- Earl Dannar - oboe

Orchestra:
- Eddie Karan - conduttore orchestra
- Nick DeCaro - arrangiamenti strumenti ad arco e strumenti a fiato (eccetto brano: Rainbow Sleeves)
- Frank DeCaro - string contractor
- Harry Bluestone - concertmaster

Note aggiuntive
- Rickie Lee Jones - produttore
- JoAnn Tominaga, Annie Streer, Mark Linett, Steve Baker, Karen Appere, Liz Rosenberg - assistenti alla produzione
- Registrato (studio) al Warner Bros. Recording Studios, North Hollywood, California periodo1978-1983
- Mark Linett - ingegnere delle registrazioni e del mixaggio
- Margaret Gwynne e Ken Tract - secondi ingegneri delle registrazioni
- Brani So Long e Rainbow Sleeves registrati originariamente da Lee Herschberg
- Brano Lush Life registrato dal vivo il 17 aprile 1982 al Perkins Palace di Pasadena, California
- Brano My Funny Valentine registrato dal vivo il 18 aprile 1982 al The Roxy di Los Angeles, California
- Brano Something Cool registrato dal vivo il 3 settembre 1979 al Theater Carré di Amsterdam, Olanda
- Registrazioni aggiunte al Jennifudy Studios di Los Angeles
- Bobby Hata - masterizzazione digitale (effettuata al Warner Bros. Recording Studios)
- Rickie Lee Jones - cover drawing
- Craig Dietz - fotografia retrocopertina album
- Rickie Lee Jones e Jeri McManus - album design
- Dedica: Valentine a mio padre
- Solo su musicassetta: Something Cool (Carre Theatre, Ansterdam, 9-3-79): Neil Larsen, Lenny Castro, Lyle Mays su sintetizzatori - Questa registrazione fu effettuata durante il primo tour[3]